# Куніанг-Кіш
Куніанг Кіш, Куніанг Чіш (англ. Khunyang Chhish, Kunyang Chhish, Kunyang Kish чи Khiangyang Kish) 7852 м — друга за висотою вершина хребта Гіспар Музтаг, в Каракорумі. 21-ша за висотою в світі і 8-ма у Пакистані. Гора нависає над північним бортом льодовика Гіспар з перевищенням понад 4000 м. Куніанг Кіш є технічно набагато більш складною горою, ніж Дістагіль Сар, що має більш спокійний рельєф. У масив Куніанг Кіш включають три вершини: власне Куніанг Кіш (7852 м), Куніанг Кіш Північний (7108 м) і Пумарі Кіш (Куніанг Кіш Східний) (7492 м).

## Історія сходжень
Перша спроба сходження на Куніанг Кіш була зроблена в 1962 році, але була перервана 18 липня в результаті загибелі двох сходжувачів, Міллса і Джонса у сніговій лавині. Тіла їх не були знайдені.
Друга спроба, у 1965 році закінчилася загибеллю ще одного альпініста в обвалі вузького гребеня на висоті близько 7200 м.
Першосходження на Куніанг Кіш здійснила в 1971 році польська експедиція під керівництвом  Анджея Завади. Експедиція пройшла довгий шлях по південному ребру з льодовика Пумарі Кіш. На вершину піднялося чотири альпіністи: сам Завада,  Анджей Хайнріх, Ян Стрижинскі, Рисзард Сзафирскі. Один альпініст експедиції загинув, впавши в льодовикову тріщину.
Друге успішне сходження здійснили по північно-західному гребеню 11 липня 1988 р. два британські альпіністи — Марк Лоу і Кіт Мілн. За цим маршрутом раніше були зроблені безуспішні спроби в 1980, 1981, 1982 і 1987 роках.
«Гімалайський журнал» [Архівовано 17 липня 2017 у Wayback Machine.] вказує ще три спроби сходження, в 2000 і 2003 роках.

## Ресурси Інтернету
- Гора Кхуніянг Чхіш
- Kunyang Chhish, Pakistan [Архівовано 23 жовтня 2012 у Wayback Machine.]
- Khiangyang Kish [Архівовано 23 жовтня 2008 у Wayback Machine.]